# Amt Ostbevern
Das Amt Ostbevern war bis 1974 ein Amt im damaligen Kreis Warendorf in Nordrhein-Westfalen. Der Sitz des Amtes befand sich in der Gemeinde Ostbevern.

## Geschichte
Im Rahmen der Einführung der Landgemeinde-Ordnung für die Provinz Westfalen wurde 1844 im Kreis Warendorf in der preußischen Provinz Westfalen das Amt Ostbevern gebildet. Es bestand aus den drei Gemeinden Einen, Milte und Ostbevern.
Durch das Münster/Hamm-Gesetz wurde das Amt Ostbevern zum 1. Januar 1975 aufgelöst. Rechtsnachfolgerin ist die Gemeinde Ostbevern. Einen und Milte wurden in die Stadt Warendorf eingegliedert.

## Einwohnerentwicklung
| Jahr            | Einwohner |
| --------------- | --------- |
| 1858            | 3.709     |
| 1885            | 3.701     |
| 1910            | 4.041     |
| 1925            | 4.586     |
| 1939            | 5.013     |
| 1950            | 7.097     |
| 1974 (31. Dez.) | 7.875     |

## Einwohnerverteilung am Beispiel 1939
| Jahr          | Einwohner |
| ------------- | --------- |
| Amt Ostbevern | 5019      |
| Einem         | 321       |
| Milte         | 1472      |
| Ostbevern     | 3226      |